# Natalja Sjaposjnikova
Natalja Vitaljevna Sjaposjnikova (ryska: Наталья Витальевна Шапошникова), född den 24 juni 1961 i Rostov-na-Donu, Sovjetunionen, är en sovjetisk gymnast.
Hon tog OS-guld i lagmångkampen i samband med de olympiska gymnastiktävlingarna 1980 i Moskva.